# Lantråd
För andra betydelser, se Lantråd (olika betydelser).
Lantråd är titeln för ordföranden i Ålands regering, landskapsregeringen.
Åland är ett självstyrt landskap i Finland. Ålands självstyrelse ger Åland en långtgående autonomi inom Finland. Den lagstiftande makten innehas av det åländska parlamentet, Ålands lagting. Lagtinget utser en regering, landskapsregeringen, där lantrådet är ordförande (regeringschef).
Liberalen Viveka Eriksson, som innehade posten 2007–2011, var den första kvinnan på posten. Camilla Gunell som valdes till lantråd den 22 november 2011 var första socialdemokrat som lantråd. 

## Lista över Ålands lantråd
Ålands lantråd sedan 1922, med ämbetsperioden inom parentes:
- Katrin Sjögren (2023–)
- Veronica Thörnroos (2019–2023)
- Katrin Sjögren (2015–2019)
- Camilla Gunell (2011–2015)
- Viveka Eriksson (2007–2011)
- Roger Nordlund (1999–2007)
- Roger Jansson (1995–1999)
- Ragnar Erlandsson (1991–1995)
- Sune Eriksson (1988–1991)
- Folke Woivalin (1979–1988)
- Alarik Häggblom (1972–1979)
- Martin Isaksson (1967–1972)
- Hugo Johansson (1955–1967)
- Viktor Strandfält (1938–1955)
- Carl Björkman (1922–1938)